# Les Deux Alpes

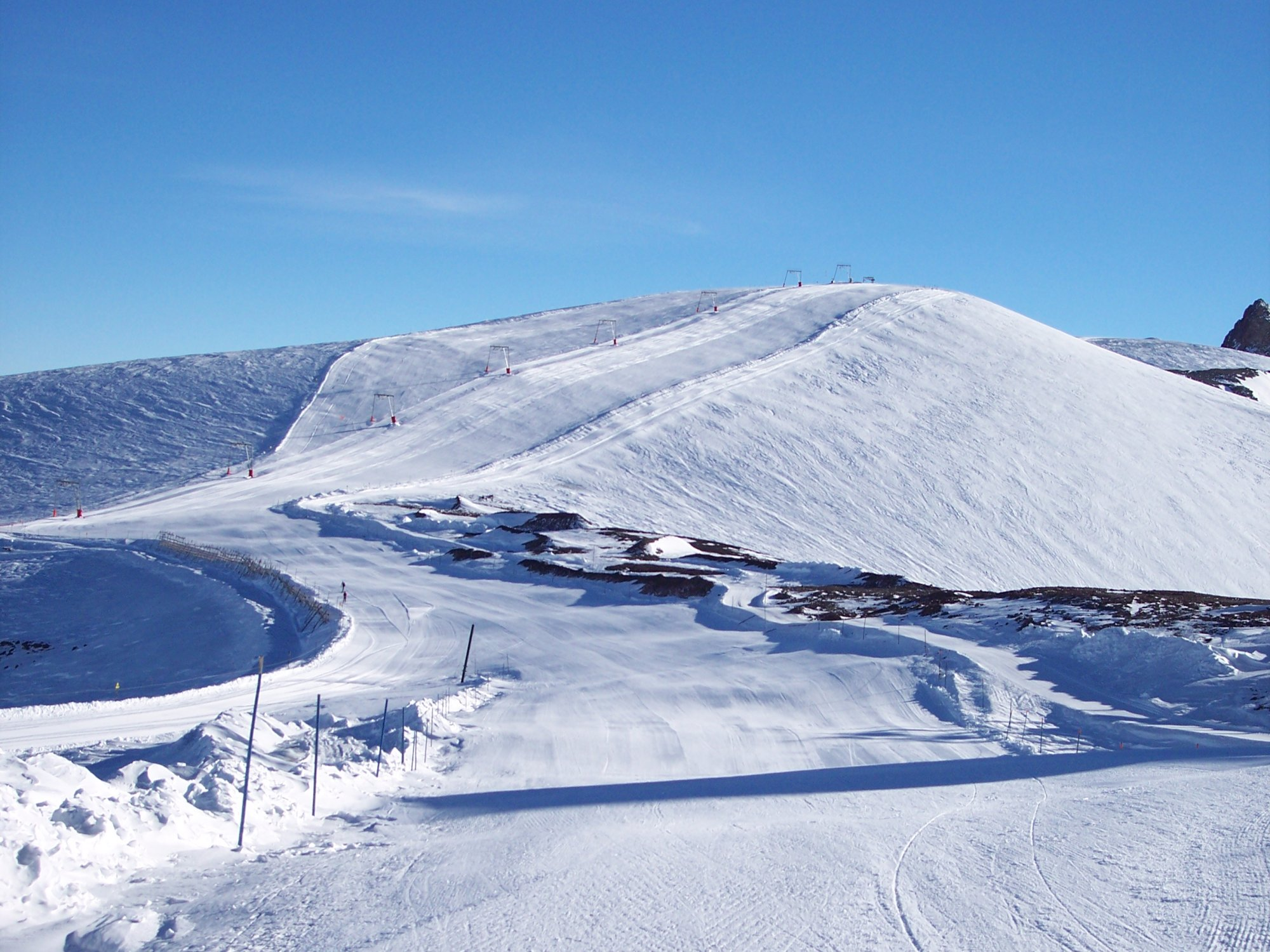
Glaciar de la Lauze.

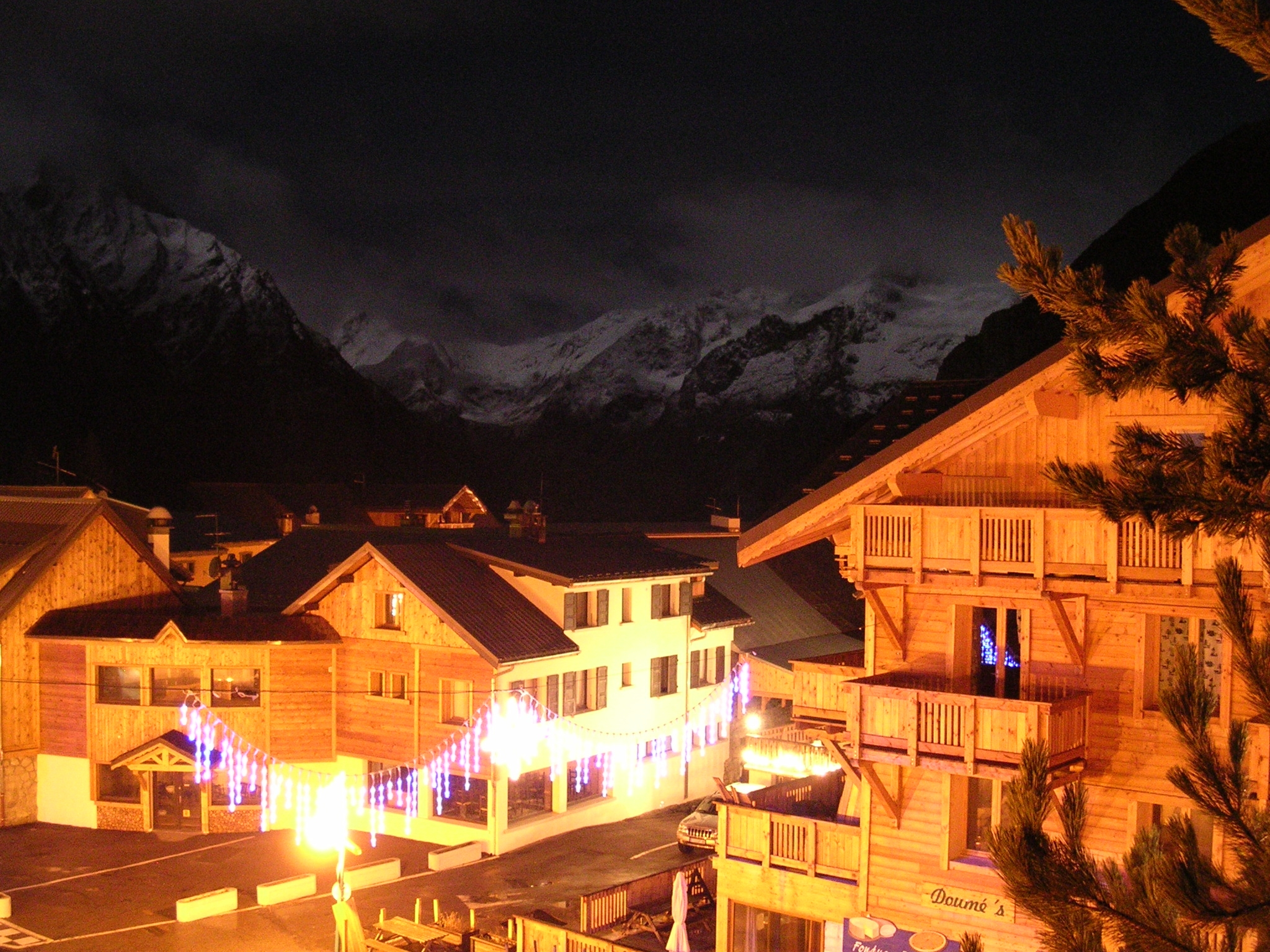
De noche.

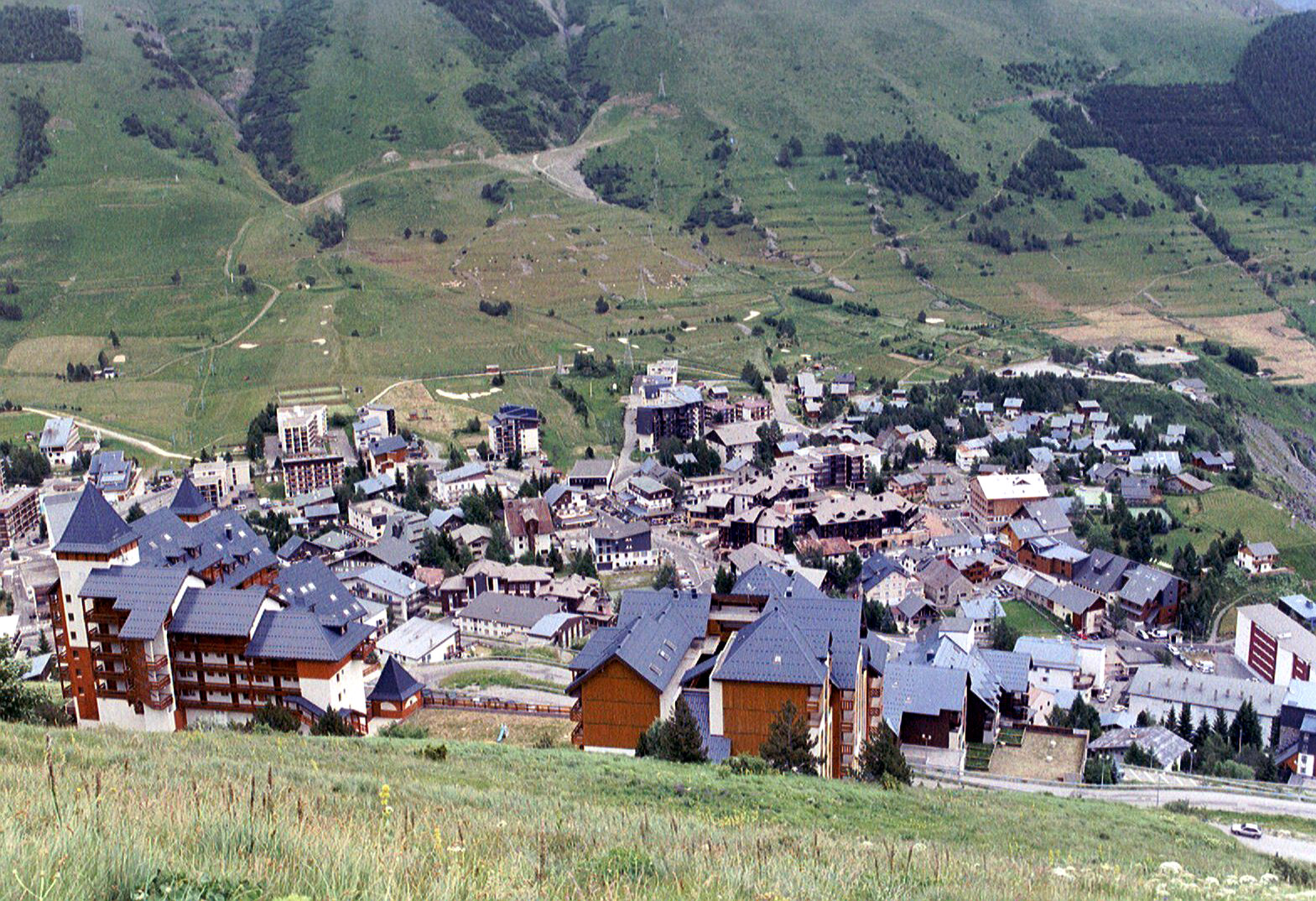
Les Deux Alpes.

Les Deux Alpes (en castellano Los Dos Alpes) es un estación de esquí situada en el departamento francés de Isère, 71 km al sureste de Grenoble. La población se encuentra a una altitud de 1650 m y la cota máxima de la estación es de 3600 m. Posee el glaciar esquiable más grande de Europa y es la segunda estación más antigua de Francia después de Chamonix.
El nombre "dos Alpes" no se refiere a que haya dos montañas, sino que se debe a que la estación está formada por dos núcleos de población, Vénosc y Mont-de-Lans, situados cada uno en un extremo de la meseta donde se encuentra la estación. El acceso se realiza desde el norte por carretera.
El glaciar permite la práctica del esquí durante todo el año. Un funicular excavado bajo el hielo transporta a los esquiadores y en verano a los turistas hasta los 3450 m de altura, desde donde existen unas vistas panorámicas de los Alpes, incluyendo el Mont Blanc, situado a 100 km, L'Alpe d'Huez y el Macizo de Vercors.
Respecto a las pistas se encuentran distribuidas de forma distinta a la mayoría de las estaciones. Las pistas más fáciles están situadas en la parte más alta y en el glaciar, mientras que las pistas difíciles se encuentran en cotas más bajas. Los esquiadores menos avanzados pueden coger una telecabina para bajar al pueblo o bien descender por una pista larga y estrecha. Junto a la población se encuentra también una amplia área de pistas para principiantes.
También se puede acceder con el mismo forfait a la estación de La Grave descendiendo desde lo más alto del Dome De la Lauze. Solo está recomendado para esquiadores avanzados y bajo la supervisión de un guía cualificado.